# Raymond H. Lévy
Raymond H. Lévy, född 28 juni 1927 i Paris, död 10 oktober 2018 i Paris, var en fransk företagsledare. Han var Renault-chef 1986-1992. Raymond Lévy efterträdde Georges Besse och fortsatte omstruktureringsarbetet av Renault. Han tog beslutet att sälja American Motors Corporation till Chrysler 1987.